# John Alfsen
Pour les articles homonymes, voir Alfsen.
John Alfsen ARC, né John Martin Alfsen le 23 décembre 1902 à Alpena, dans l'État du Michigan, et mort le 30 novembre 1971 à Markham, en Ontario, est un peintre de portraits et sculpteur canadien connu pour ses représentations de la vie de cirque.

## Biographie
John Martin Alfsen naît au Michigan, mais émigre au Canada en 1913 à l'âge de onze ans, et s'établit à Toronto. De 1920 à 1922, il étudie à l'Ontario College of Art (OCA) avec Arthur Lismer, Frederick Varley et J. W. Beatty (en). Plus tard, il étudie à l'Académie royale des beaux-arts d'Anvers, puis à l'Académie de la Grande-Chaumière à Paris, où il rencontre Antoine Bourdelle. Après son séjour en Europe, Alfsen est à l'Art Students League à New York en 1925, avec Kenneth Hayes Miller comme professeur.
Alfsen est professeur à l'OCA de 1926 à 1971. Pendant deux ans, le peintre est à Sarasota, en Floride, où il enseigne la peinture aux membres du cirque. Il en profite pour peindre la vie des membres du cirque de l'école d'art de Ringling Bros. and Barnum & Bailey. Il est élu membre de l'Académie royale des arts du Canada en 1959 et de la Société des artistes de l'Ontario (en) en 1939. Entre 1935 et 1940, il rejoint la Canadian Group of Painters, puis la Société canadienne de l'Art graphique (en) en 1956. L'OCA nomme un prix à son nom en 1986.
En 1943, ses œuvres sont exposées au Musée des beaux-arts de Toronto avec celles de Randolph Hewton, puis encore une fois en 1958 au Musée des beaux-arts de Kitchener-Waterloo à Kitchener,. Plus récemment, en 2016, la DCD Gallery à Toronto présentait les œuvres d'Alfsen avec celles de York Wilson et Grant Macdonald dans son exposition Drawn to Dance.

## Collections
Ses œuvres peuvent être retrouvées dans les collections du Musée des beaux-arts du Canada, Musée des beaux-arts de l'Ontario, la galerie d'art Beaverbrook et la collection d'art de l'université de Toronto,,,. La peinture Clown Alley de la collection des beaux-arts de l'Ontario a été peinte lors de son séjour au cirque. D'autres de ses peintures peuvent être retrouvées à l'Alfsen House à Markham.